# Serhij Arbusow

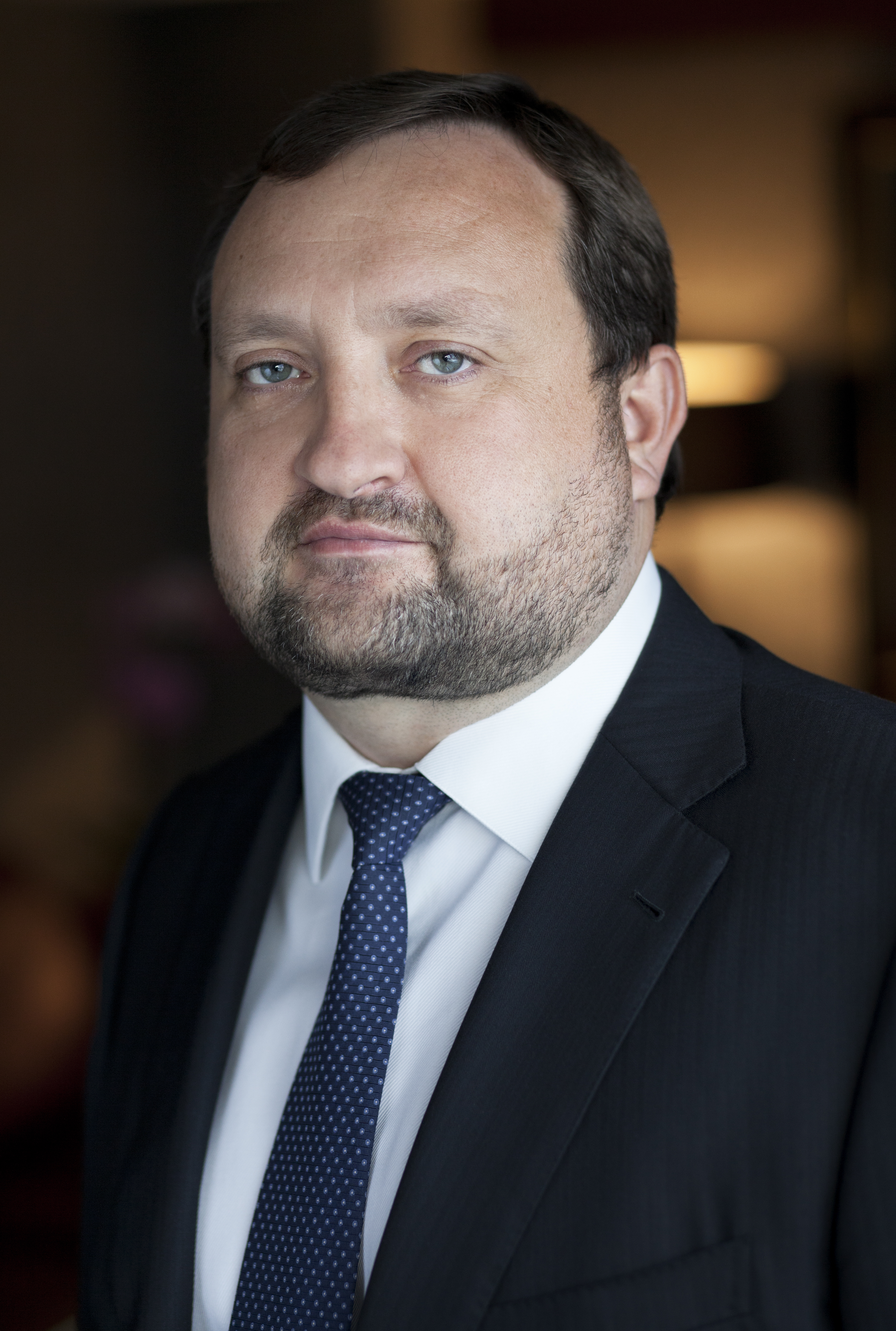
Serhij Arbusow

Serhij Hennadijowytsch Arbusow (ukrainisch Сергій Геннадійович Арбузов; russisch Сергей Геннадьевич Арбузов; * 24. März 1976 in Donezk) ist ein ukrainischer Geschäftsmann, Ökonom und Politiker. Vom 28. Januar bis zum 22. Februar 2014 war er als Erster Stellvertretender Ministerpräsident geschäftsführender Regierungschef der Ukraine. 
Arbusow studierte Ökonomie an der Universität Donezk, in den 2000er Jahren war er unter anderem bei der PrivatBank beschäftigt. Im Jahr 2005 gehörte er für kurze Zeit der Partei Unsere Ukraine (Narodnyj Sojus „Nascha Ukrajina“) des damaligen Präsidenten Wiktor Juschtschenko an.
Im Dezember 2010 schlug ihn Präsident Wiktor Janukowytsch als neuen Präsidenten der Nationalbank der Ukraine vor; Arbusow war zum Zeitpunkt seiner Ernennung der jüngste Vorsitzende einer europäischen Zentralbank. Im Dezember 2012 wurde er zum Ersten Stellvertretenden Ministerpräsidenten der Ukraine im neugebildeten Kabinett von Mykola Asarow ernannt. Arbusow gilt als ein enger Vertrauter von Janukowytsch und als Freund seines Sohnes Oleksandr. Als Ministerpräsident Mykola Asarow nach anhaltenden Protesten gegen die Regierung am 28. Januar 2014 von seinem Amt zurücktrat, übernahm Arbusow kommissarisch dessen Amtsgeschäfte.
Nach dem Sturz Präsident Janukowytschs wurde dieser zusammen mit weiteren Protagonisten seines Regimes, darunter Serhij Arbusow, am 29. März per Parteitagsbeschluss aus der Partei der Regionen ausgeschlossen. Wegen des Verdachts auf Veruntreuung staatlicher Gelder verhängte die EU am 15. April 2014 Maßnahmen gegen Arbusow, unter anderem hat er keinen Zugriff mehr auf seine Konten in der EU. Medienberichten zufolge hat sich Arbusow nach dem Sturz von Janukowytsch nach Russland abgesetzt. Arbusow steht auf der Liste der Specially Designated Nationals and Blocked Persons der USA.